# Заблудув
Заблу́дув (Заблу́дов, пол. Zabłudów; бел. Заблудаў) — город в Польше, входит в Подляское воеводство, Белостокский повят. Имеет статус городско-сельской гмины. Занимает площадь 14,3 км². Население — 2476 человек (на 2017 год).

## История
В 1565 году, после введения опричнины, Иван Фёдоров и Пётр Мстиславец переселились в Великое княжество Литовское и поселились в Заблудове у гетмана Г. А. Ходкевича.
В заблудовской типографии изданы:
1. «Учительное Евангелие» (1569).
2. «Псалтырь» (с «Часословцем») (1570).

В 1569 году, сначала П. Мстиславец, а потом и И. Фёдоров покинули Заблудов. До Октябрьской революции — местечко Гродненской губернии.
С 1921 года — в составе Польской Республики.
С ноября 1939 года — в составе БССР. В 1941—1944 годах находился под немецкой оккупацией.
В 1940—1944 годах Заблудов был центром Заблудовского района Белостокской области Белорусской ССР.
В 1965 году в городке произошло Заблудовское чудо.

## Население
С XVI в. в Заблудове начали селиться евреи, которые под конец XIX в. составляли 60 % жителей городка. Это сообщество ликвидировали нацисты во время немецкой оккупации (около 1,4 тысяч человека вывезли в лагерь смерти в Треблинке в 1942 году). Во время войны еврейское население городка уничтожено примерно на 50 %, 24 июня 1941 года сожгли памятник деревянной архитектуры Заблудува — большую деревянную синагогу 1646 года.

## Достопримечательности
- Часовня кладбищенская Св. Марии Магдалины (2-я пол. XVIII в.)
- Костёл Святых Апостолов Петра и Павла (1805-1840)
- Кладбище еврейское
- Кладбище старое католическое. Часовня Св. Роха (1850)
- Парк (2-я пол. XIX в.)
- Православная церковь Успения Пресвятой Богородицы (1847-1855)

### Утраченные памятники
- Деревянная синагога (XVII в.)
- Усадьба (2-я пол. XIX в.)